# Sharpsburg (Pennsilvània)
Sharpsburg és una població dels Estats Units a l'estat de Pennsilvània. Segons el cens del 2000 tenia 3.594 habitants.

## Demografia
Segons el cens del 2000, Sharpsburg tenia 3.594 habitants, 1.748 habitatges, i 893 famílies. La densitat de població era de 2.831,9 habitants/km².
Dels 1.748 habitatges en un 22,3% hi vivien nens de menys de 18 anys, en un 29,5% hi vivien parelles casades, en un 16,3% dones solteres, i en un 48,9% no eren unitats familiars. En el 42,9% dels habitatges hi vivien persones soles el 20,3% de les quals corresponia a persones de 65 anys o més que vivien soles. El nombre mitjà de persones vivint en cada habitatge era de 2,03 i el nombre mitjà de persones que vivien en cada família era de 2,8.
Per edats la població es repartia de la següent manera: un 20,1% tenia menys de 18 anys, un 7,1% entre 18 i 24, un 28,5% entre 25 i 44, un 22% de 45 a 60 i un 22,3% 65 anys o més.
L'edat mediana era de 42 anys. Per cada 100 dones de 18 o més anys hi havia 75,6 homes.
La renda mediana per habitatge era de 22.828 $ i la renda mediana per família de 30.500 $. Els homes tenien una renda mediana de 27.396 $ mentre que les dones 22.238 $. La renda per capita de la població era de 15.698 $. Entorn del 14% de les famílies i el 16,6% de la població estaven per davall del llindar de pobresa.

## Poblacions més properes
El següent diagrama mostra les poblacions més properes.